# 攀岩牆

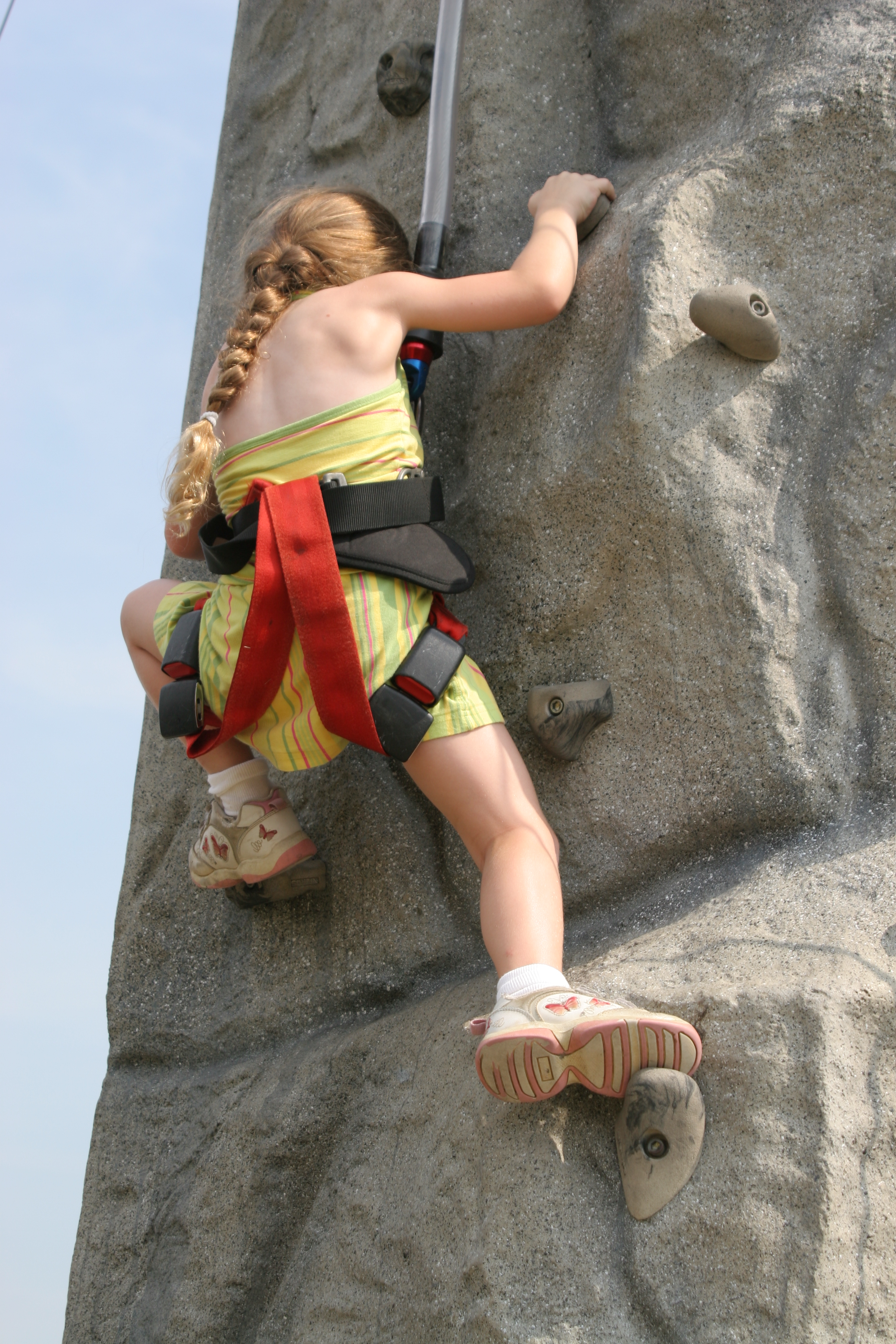

攀岩牆是人工建造的結構，通常具有凸狀或凹狀的構造以便攀岩時以手攀爬和腳踏處，多數牆壁位於室內，攀爬這些牆壁被稱為室內攀岩，亦有設於室外的攀岩牆。一些牆壁採用磚或木結構，但在現代，最常見的材料是帶有鑽孔的厚複合板。最近，製造的鋼和鋁也開始被使用。牆壁上可能有固定保護繩的地方，但也用於練習攀岩或抱石。
人工攀岩牆所需地方空間可以很少，可以由壁球場式籃球場加建便可以，最適合都市的狹小環境。佔地少，成本低，並且易於保養是其特點。所以人工攀岩牆在學校及私人會所，也很常見。

## 歷史
最早的人工攀岩牆通常是小型混凝土表面，並有中等大小的岩石突出物以供抓握。
華盛頓州西雅圖的舒曼岩 (Shurman Rock) 設立於 1939 年，被一些人認為是美國第一座人工攀岩結構。世界上第一座人工攀岩牆似乎是由比利時國王利奧波德三世於 1937 年在其宮殿附近委託建造的。馬克·塞比勒 (Mark Sebille) 在他的書《Bel'Wall》中記錄了這一點。
現代人工攀岩牆起源於英國。 第一堵牆是利茲大學體育講師唐·羅賓遜 (Don Robinson) 於 1964 年通過在走廊牆上插入石頭建造的。 英國第一個商業攀岩中心Foundry攀岩中心於1991年在謝菲爾德建成。由於靠近峰區，謝菲爾德一直是英格蘭的攀岩中心。 美國第一家室內攀岩館Vertical World於1987年在西雅圖成立。位於比利時布魯塞爾市中心的Terre Neuve也於1987年開業。

## 類型

不同種攀岩地形設置： (1) Dihedral, (2) Slab, (3) Wall, (4) Overhang, (5) Edge, (6) Roof and (7) Traverse climbing

最簡單的牆壁類型是木合版結構，結合了螺栓固定或螺旋固定。 
- 螺栓固定式支架是一種攀岩牆壁結構，它通過使用鐵螺栓將支架固定在牆壁上。這些鐵螺栓具有特定的螺栓點，它們被插入到牆壁預先設置好的螺紋孔中，然後緊緊固定在那裡。這種方式能夠確保支架牢固地安裝在牆壁上。
- 螺紋固定通常較小。這些支架是透過螺絲連接到牆壁上的，螺絲可以固定在牆壁表面的任何位置。

一些其他類型的牆壁包括花崗岩板、紋理玻璃纖維牆以及充氣牆。在進行施工時，最常見的方法是將樹脂手腳固定件用螺栓固定在木板上。這些木板具有不同的高度和陡度，從完全水平的「Roof」到近乎垂直的「Slab」都有，並附有混合的支架。這種多樣性，再加上透過將支撐點移動到牆上的新位置來改變攀爬的能力，使得攀岩的體驗更加豐富和有趣。

## 裝備
在室內攀岩時，使用適當的攀岩裝備至關重要。大多數攀岩館都會提供胸式安全帶（Belay）、繩索和保護裝置，而有些則可能還提供登山鞋和粉袋。部分攀岩館可能要求使用粉球而非散裝粉，以減少空氣中的粉塵，並防止粉袋翻倒或踩踏時造成散裝粉溢出。這樣可以有效減少空氣中的粉塵，有助於避免通風系統堵塞，並減少灰塵積聚。

## 路線和分級
在攀岩中，路線和分級至關重要。常見的做法是使用不同顏色的保持點來區分不同路線，相同顏色的保持點通常表示同一條路線，且不同難度等級的路線通常能夠相互重疊。另一種常見的方法是在攀岩點下放置彩色膠帶，以標記不同攀岩路線。當攀登特定路線時，登山者只能使用該路線指定顏色的岩點作為手點，但通常允許使用該顏色的腳點以及牆面作為腳點。
許多室內攀岩牆都有專人負責設定這些不同難度的攀岩路線，他們被稱為路線設定者。由於室內攀岩牆通常用於檢測攀岩者的能力發展，因此攀岩路線通常以顏色編碼。
路線設置通常以策略性、技術性和有趣等原則設定攀爬點。路線設置涉及許多不同的技術。路線設置可以視為室內攀岩的核心，如果沒有好的路線，健身房就難以吸引大量攀岩者。

## 相關
- 攀岩
- 極限運動

## 外部連結
- UK Climbing Wall Manufacturers Association
- Climbing Wall Association, a US non-profit, industry trade association